# Copa Roca 1914
La Copa Roca était un tournoi de football amical joué entre l'équipe brésilienne et l'équipe argentine, le 27 septembre 1914.

## Régulation
Un seul match a été joué sur le sol argentin, au stade Club Gimnasia y Esgrima de la ville de Buenos Aires, le 27 septembre 1914. Le vainqueur du match, le Brésil (1-0), a été déclaré vainqueur de la première Copa Roca.